# John Gaw Meem
John Gaw Meem est un architecte américain né le 7 novembre 1894 à Pelotas, dans le Rio Grande do Sul, et mort le 4 août 1983 à Phoenix, dans l'Arizona. Figure de proue de l'architecture Pueblo Revival, qu'il diffuse depuis Santa Fe, au Nouveau-Mexique, il a laissé de nombreux bâtiments aujourd'hui inscrits au Registre national des lieux historiques.

## Quelques réalisations
- Las Acequias — Comté de Santa Fe, au Nouveau-Mexique
- Cristo Rey Church — Santa Fe, au Nouveau-Mexique
- Dodge-Bailey House — Santa Fe, au Nouveau-Mexique
- Everret Jones House — Santa Fe, au Nouveau-Mexique
- Forked Lightning Ranch — Comté de San Miguel, au Nouveau-Mexique
- Jonson Gallery and House — Albuquerque, au Nouveau-Mexique
- Laboratory of Anthropology — Santa Fe, au Nouveau-Mexique
- Maisel's Indian Trading Post — Albuquerque, au Nouveau-Mexique
- Laboratory of Anthropology Director's Residence — Santa Fe, au Nouveau-Mexique
- Old Santa Fe County Courthouse — Santa Fe, au Nouveau-Mexique
- Santa Fe Indian School — Santa Fe, au Nouveau-Mexique
- Scholes Hall — Albuquerque, au Nouveau-Mexique
- Taylor Memorial Chapel — Comté d'El Paso, au Colorado
- Zimmerman Library — Albuquerque, au Nouveau-Mexique